# Зіткнення птахів з радіовежами

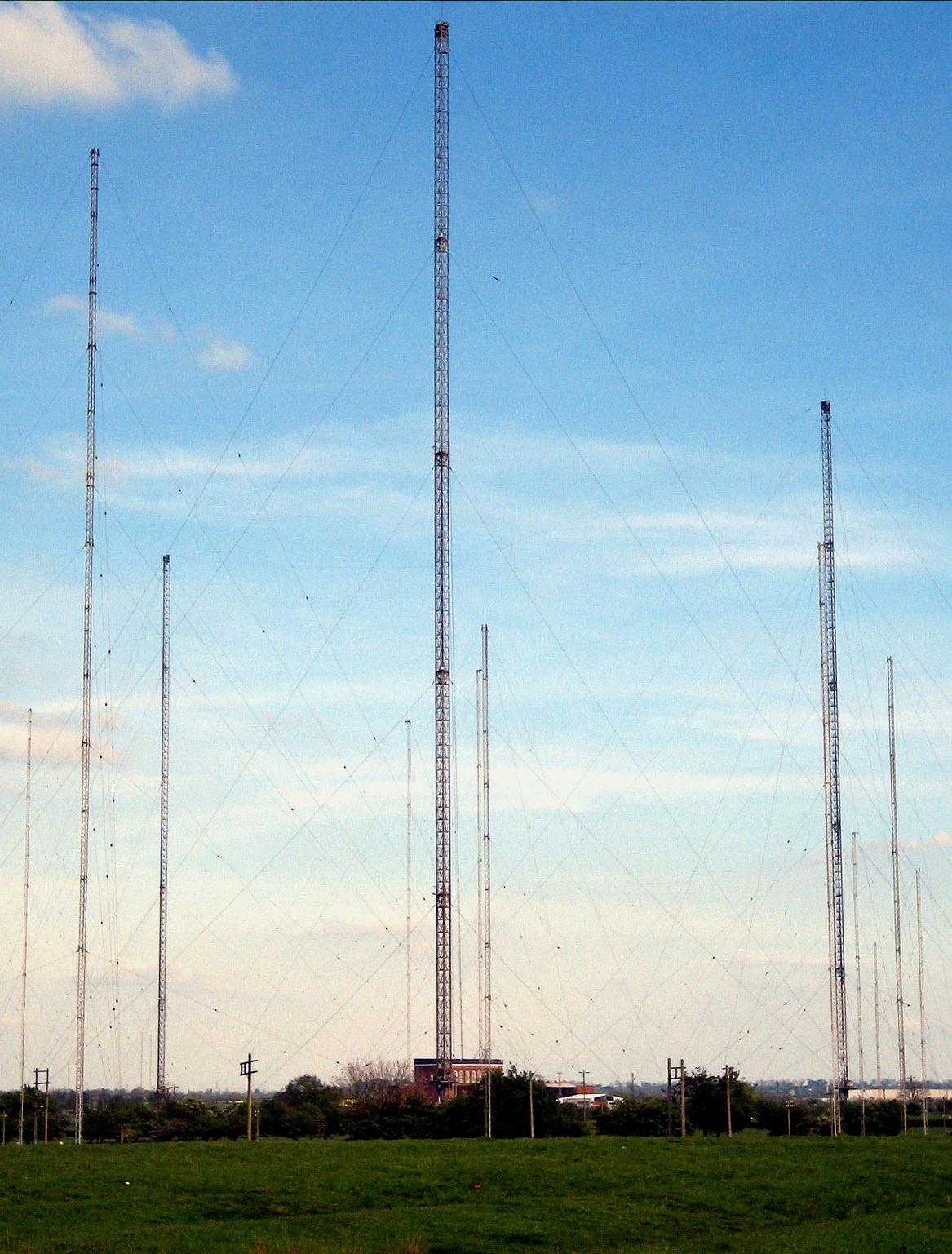
Вежі радіостанції Рагбі у графстві Ворикшир. Зверніть увагу на кількість і щільність відтяжок.

Зіткнення птахів з радіовежами є однією з найпоширеніших причин загибелі птахів через чинники антропогенного походження. В одних лише США, за оцінками Служби рибних ресурсів та дикої природи, щороку гине від 40 до 60 мільйонів птахів внаслідок зіткнень з цими конструкціями (англійською мовою такі інциденти називаються «towerkill», букв. «вбивство вежею»).
Вплив на загальну популяцію птахів через радіовежі може бути незначним, але це явище викликає значне занепокоєння в орнітологів, оскільки, по-перше, часто гинуть птахи видів, що перебувають під загрозою зникнення, а по-друге, через загибель великої кількості птахів на маленькій території. В цілому від зіткнень з радіовежами постраждали представники 231 виду птахів, значну частку з яких становлять мігруючі види. Відомі випадки, коли об одну й ту саму радіовежу вбилося кілька тисяч птахів протягом однієї ночі.
Також становлять загрозу для птахів вітрові турбіни, хоча й набагато нижчу, оскільки їхня кількість значно менша за кількість радіовеж, і вони не мають відтяжок. За оцінками American Bird Conservancy та Американської асоціації вітроенергетики, в США вітрові турбіни вбивають від 10 000 до 40 000 птахів на рік, таким чином спричиняючи приблизно одну десяту відсотка всіх неприродних смертей птахів у Сполучених Штатах на рік.

## Причини
Перша причина полягає у тім, що в умовах поганої видимості птахи не встигають вчасно помітити на своєму шляху відтяжки та врізаються в них. Ця загроза актуальніша для птахів, що летять з великою швидкістю, таких як водоплавні птахи. Повільніші та спритніші птахи, такі як співочі, встигають оминати відтяжки.
Друга, більш небезпечна причина, зумовлена тим, що радіовежі освітлюються вночі для авіаційної безпеки. В умовах серпанку або туману світло сигнальних ліхтарів відбивається від крапель води чи інших частинок у повітрі, створюючи навколо вежі освітлену область. Дослідження показують, що вогні вежі не приваблюють птахів здалеку, але утримують тих з них, хто вже опинився в освітленій області. Перелітні птахи, що мігрують вночі, у таких умовах втрачають більшість орієнтирів. Під час проходження біля вежі, підвищена видимість навколо неї стає найсильнішим орієнтиром, і птахи прагнуть залишатися в освітленому просторі, боячись покинути його. Внаслідок цього вони наштовхуються на споруду та її відтяжки, або навіть на інших птахів, оскільки у відносно невеликому освітленому просторі їх збирається все більше і більше.
Протягом 25-річного дослідження смертності птахів навколо 310-метрової радіовежі на дослідницькій станції Tall Timbers поблизу Таллахассі, штат Флорида, США, у період з середини серпня до середини листопада загибель мігруючих птахів реєструвалася майже щоночі. Під абсолютно ясним небом гинула невелика кількість, але в похмурих умовах кількість жертв помітно зростала.
Федеральна комісія зі зв'язку США (англ. Federal Communications Commission, скор. FCC) вимагає, щоб аварійне освітлення встановлювалося на будь-якій радіовежі заввишки понад 199 футів (61 м), а поблизу аеропортів — і на коротших вежах. Станом на 2008 рік лише у США існувало приблизно 125 000 освітлених радіовеж, і щороку будується понад 7000 нових.

## Заходи протидії
Згідно з результатами досліджень, проведених Університетом Південної Каліфорнії у 2012 році, використання для сигнального освітлення миготливих вогнів замість постійних дозволяє зменшити кількість випадків загибелі птахів, при цьому не погіршуючи видимість вежі для літаків. У тому ж році Федеральне авіаційне управління США (англ. Federal Aviation Administration, скор. FAA) опублікувало звіт, у якому дійшло такого ж висновку. Крім зменшення загрози птахам, така зміна вигідна тим, що заощадить операторам вишки витрати на обслуговування ліхтарів та електроенергію. З моменту публікації звіту FAA та FCC схвалили зміну систем освітлення, і тепер оператори вишок можуть змінити освітлення на своїх існуючих вишках на безпечне для птахів та будувати нові вишки вже з такою системою освітлення.
У 2019 році вчені Коледжа Вільяма і Мері та Лонгвудського університету провели експеримент з радіовежами, що знаходяться у штаті Вірджинія на шляху пересування великих кількостей птахів протягом осінньої міграції. Вежі мають висоту 107 і 161 м і знаходяться на віддаленні не менш ніж 150 м від інших будівель. На вежах було встановлено динаміки, що генерували шум із частотою від 4 до 8 кілогерців і гучністю в 70 децибелів (що можна порівняти з гучністю увімкненого пилососа). Було виявлено, що шум частотою 4-6 КГц змушує птахів сповільнюватися перед вежами та змінювати траєкторію польоту, щоб оминути їх. Активність птахів поблизу веж під час роботи динаміків зменшувалася 16,2 % при частоті звуку 4-6 КГц та на 11,7 % при частоті 6-8 КГц. Припускається, що цей спосіб може бути використаний для захисту птахів від зіткнення з радіовежами
Убезпечити вітряні турбіни можна, зробивши їх лопаті краще видимими для птахів. Експеримент на норвезькій вітроелектростанції Смола у 2013 році показав, що цього можна добитися, пофарбувавши у чорний колір одну з лопатей турбіни. Такий захід дозволив на 70 % зменшити рівень летальності для птахів.

## Дивіться також
- Зіткнення транспортних засобів з птахами, зокрема літальних апаратів
- Зіткнення птахів з вікнами